# Júlio Baptista
Júlio Baptista (São Paulo, 1981. október 1. –) brazil válogatott labdarúgó, edző.